# Agustín Moreno
Agustín Moreno (* 31. März 1967 in Guadalajara) ist ein ehemaliger mexikanischer Tennisspieler.

## Leben
Moreno besuchte die Pepperdine University, für die er zusammen mit Kelly Jones im Doppel antrat. 1985 gewann er an der Seite von Jaime Yzaga das Juniorendoppel von Wimbledon. Im darauf folgenden Jahr wurde er Tennisprofi und gewann mit Larry Scott die Doppelkonkurrenz des Challenger-Turniers von Casablanca. 1987 erreichte er erstmals das Halbfinale eines Challengerturniers im Einzel. 1989 kam er mit Jaime Yzaga zu seinen einzigen beiden Finalteilnahmen auf der ATP Tour.
Seine höchste Notierung in der Tennisweltrangliste erreichte er 1988 mit Position 120 im Einzel sowie im darauf folgenden Jahr mit Position 40 im Doppel. Während er im Einzel bei Grand-Slam-Turnieren nie über die erste Runde hinauskam, erreichte er 1988 mit Leonardo Lavalle das Halbfinale bei den French Open 1989.
Moreno spielte zwischen 1985 und 1993 zwei Einzel- sowie drei Doppelpartien für die mexikanische Davis-Cup-Mannschaft. Bei den Olympischen Sommerspielen 1988 trat er für Mexiko an und schied in der zweiten Runde des Einzels gegen Stefan Edberg aus. 1995 spielte er zuletzt regelmäßig Profiturniere.
Er arbeitete nach dem Ende seiner Profikarriere zunächst als Assistenztrainer an der University of Georgia, seit 2005 ist er Cheftrainer an der University of South Florida.

## Erfolge
| Legende (Anzahl der Siege)    |
| Grand Slam                    |
| Tennis Masters Cup            |
| ATP Masters Series            |
| ATP International Series Gold |
| ATP International Series      |
| ATP Challenger Series (1)     |

### Doppel

#### Turniersiege
| Nr. | Datum            | Turnier    | Belag | Partner     | Finalgegner                   | Ergebnis |
| --- | ---------------- | ---------- | ----- | ----------- | ----------------------------- | -------- |
| 1.  | 13. Oktober 1986 | Casablanca | Sand  | Larry Scott | Tore Meinecke Ricki Osterthun | 7:5, 6:2 |

#### Finalteilnahmen
| Nr. | Datum           | Turnier    | Belag | Partner     | Finalgegner                       | Ergebnis      |
| --- | --------------- | ---------- | ----- | ----------- | --------------------------------- | ------------- |
| 1.  | 14. Mai 1989    | Charleston | Sand  | Jaime Yzaga | Mikael Pernfors Tobias Svantesson | 4:6, 6:4, 5:7 |
| 2.  | 1. Oktober 1989 | Bordeaux   | Sand  | Jaime Yzaga | Tomás Carbonell Carlos di Laura   | 4:6, 3:6      |